# داف (شرکت)
داف (به هلندی: DAF یا Van Doorne's Automobielfabriek N.V) شرکت کامیون‌سازی هلندی است، که دفتر اصلی آن در شهر آیندهوون، هلند قرار دارد. کابین و محور کامیون‌های این شرکت در وسترلوی، بلژیک تولید می‌شود. شرکت داف را هوب فان دورنه در سال ۱۹۳۲ در آیندهوون تاسیس نمود. این شرکت سابقاً خودروی سواری نیز می‌ساخت.
برخی از کامیون‌های تولید شده در برند داف توسط شرکت کامیون‌سازی لیلاند انگلستان طراحی و تولید شده‌است. هم‌اکنون برند داف تحت مالکیت شرکت پکار قرار دارد.

## تاریخچه

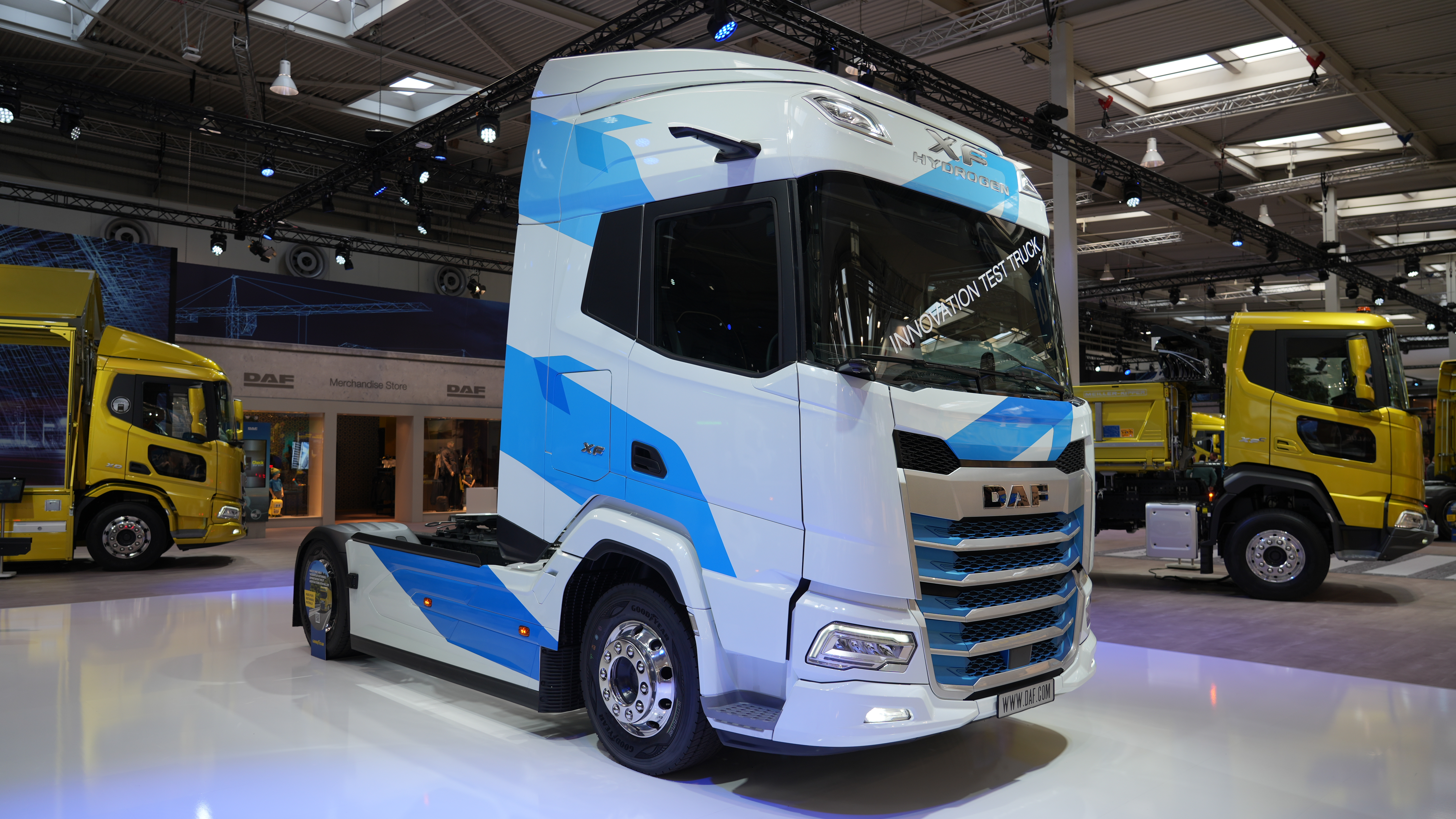
داف ایکس‌جی پلاس

در آوریل ۱۹۲۸ هاب ون دورن یک کارگاه ساختمانی کوچک در آیندهوون هلند تاسیس کرد. شرکت داف از  همان ابتدای کار، با هدف تبدیل شدن به یک  تولیدکننده کامیون در سطح جهانی با تمرکز بر نوآوری، کیفیت و کارایی حمل و نقل شروع به فعالیت نمود.